# Autostrada słońca (komiks)
Autostrada słońca (fr. L'Autoroute du soleil) – francuska powieść graficzna autorstwa Hervé Barulei (tworzącego pod pseudonimem Baru), pierwotnie opublikowana w 1994 r. w odcinkach w japońskim czasopiśmie mangowym „Morning”, a w 1995 r. w jednym tomie przez francuskie wydawnictwo Casterman. Polskie tłumaczenie ukazało się w 2014 r. nakładem wydawnictwa Timof i cisi wspólnicy w imprincie Timof Comics.

## Fabuła
Siedemnastoletni Alexandre z Nancy we wschodniej Francji, syn robotnika i włoskiego imigranta, podziwia dwudziestodwulatka Karima, przystojnego uwodziciela zafascynowanego latami 50. XX wieku. Karim popada w tarapaty, gdy doktor Raoul Faurissier, lokalny lider skrajnie prawicowego Francuskiego Ruchu Narodowego, zaskakuje go w ramionach swojej żony. Członkowie gangu Faurissiera ruszają za Karimem i Aleksandrem w pościg przez całą Francję.

## Nagrody
Za Autostradę słońca Baru otrzymał w 1996 r. Nagrodę za najlepszy komiks na Międzynarodowym Festiwalu Komiksu w Angoulême.